# Johannes Wallmann (Jazzmusiker)
Johannes Wallmann (* 9. September 1974 in Deutschland) ist ein deutsch-kanadischer Jazzmusiker (Piano,  Komposition) und Leiter der Jazzstudiengänge an der Universität von Wisconsin-Madison.

## Leben und Wirken
Wallmann wuchs im kanadischen Vancouver Island auf. Er studierte Jazzpiano und Komposition am Berklee College of Music in Boston (B.Mus., 1995) und an der New York University (M.A., 1997; Ph.D., 2010), während er zahlreiche nationale Musikwettbewerbe und Stipendien sowie zwei Canada Council Artist Grants gewann.
Wallmann etablierte sich schnell als vielseitiger und gefragter Sideman in einer breiten Palette von Musikstilen. Er hat mit eigenen Gruppen acht von der Kritik hochgelobte CDs als Leader aufgenommen. Nach The Johannes Wallmann Quartet (1997) entstanden drei Suiten für sein Brasstet, das aus den Blechbläsern Ralph Alessi, Josh Roseman und Marcus Rojas und einer Rhythmusgruppe mit Sean Conly und Fred Kennedy bestand: Alphabeticity (2003), Minor Prophets (2007) und The Coasts (2010). Weitere Alben waren The Town Musicians (2015), Always Something (2015), Love Wins (2018, mit dem Hip-Hop/Jazz/Spoken-Word-Texter Rob Dz) und (im Quintett mit Brian Lynch, Dayna Stephens, Matt Pavolka und Colin Stranahan) Day and Night (2018). 2021 legte er das großformatige Album Elegy for an Undiscovered Species vor, gefolgt von Precarious Towers (2022).
Wallmann hat zahlreiche Tourneen in Nordamerika, Europa und Asien absolviert, auch mit dem Quartett von Dennis Mitcheltree oder mit Ingrid Jensen, Russ Johnson, Howard Johnson, Gary Bartz, Seamus Blake, Phil Dwyer, Pete Yellin, Russ Nolan oder Gilad Hekselman. Er unterrichtete zunächst an der New York University (1996–2007) und der New School (2003–2007), bevor er nach Oakland zog, um das Jazzstudienprogramm an der California State University, East Bay zu leiten. Im Jahr 2012 wechselte er an die University of Wisconsin-Madison, um dort als Professor den Jazzstudiengang zu leiten.